# Cattedrale dell'Immacolata Concezione (Denver)
La cattedrale dell'Immacolata Concezione (in inglese: Cathedral Basilica of the Immaculate Conception) è la chiesa cattedrale dell'arcidiocesi di Denver, si trova a Denver, in Colorado, Stati Uniti d'America. Si trova all'angolo di Logan Steet e Colfax Avenue, nel quartiere North Capitol Hill del centro di Denver.

## Storia
La costruzione della cattedrale è iniziata nel 1902 per essere completata nel 1911 con un costo finale di circa 500000 $. La sua messa inaugurale si è tenuta il 27 ottobre 1912 e la consacrazione nel 1921. L'esterno della struttura è costituito di pietra calcarea dell'Indiana e granito proveniente da Gunnison, Colorado. Altare, statue e sedia vescovile sono tutti in marmo importato da Carrara, Italia. Le settantacinque vetrate provengono dal Istituto Reale Bavarese FX Zetter di Monaco di Baviera.
La cattedrale è stata sollevata al rango di basilica minore nel Natale del 1979. Il 13 e 14 agosto del 1993, in occasione della Giornata Mondiale della Gioventù, Papa Giovanni Paolo II ha presieduto una messa nella cattedrale.
Il 23 giugno del 1997 la guglia posta sul lato est della cattedrale è stata colpita da un fulmine. Le riparazioni sono durate nove mesi e la torre e la guglia sono state benedette il 23 giugno 1998.